# Arachnomimus cristithorax
Arachnomimus cristithorax là một loài bọ cánh cứng trong họ Ptinidae. Loài này được Bellés miêu tả khoa học năm 1985.